# Vuurtoren van Pendeen
De vuurtoren van Pendeen (Pendeen Lighthouse of ook Pendeen Watch Lighthouse) staat aan de kust van het Engelse graafschap Cornwall. De vuurtoren bevindt zich ongeveer 11,5 km ten noorden van Land's End, het westelijkste punt van Cornwall, en op 1,5 km van het dorp Pendeen. Hij maakt schippers attent op de gevaarlijke kust tussen Cape Cornwall en Gurnard's Head, een landtong die het maritiem verkeer hindert en verantwoordelijk was voor een groot aantal scheepsrampen.
De installatie wordt vanop afstand beheerd door het Planning Centre van Trinity House in Harwich in het Engelse Essex. Trinity House is de eigenaar van de toren en is verantwoordelijk voor de navigatiemiddelen in Engeland, Wales, Gibraltar en de Kanaaleilanden.

## Kenmerken en uitrusting

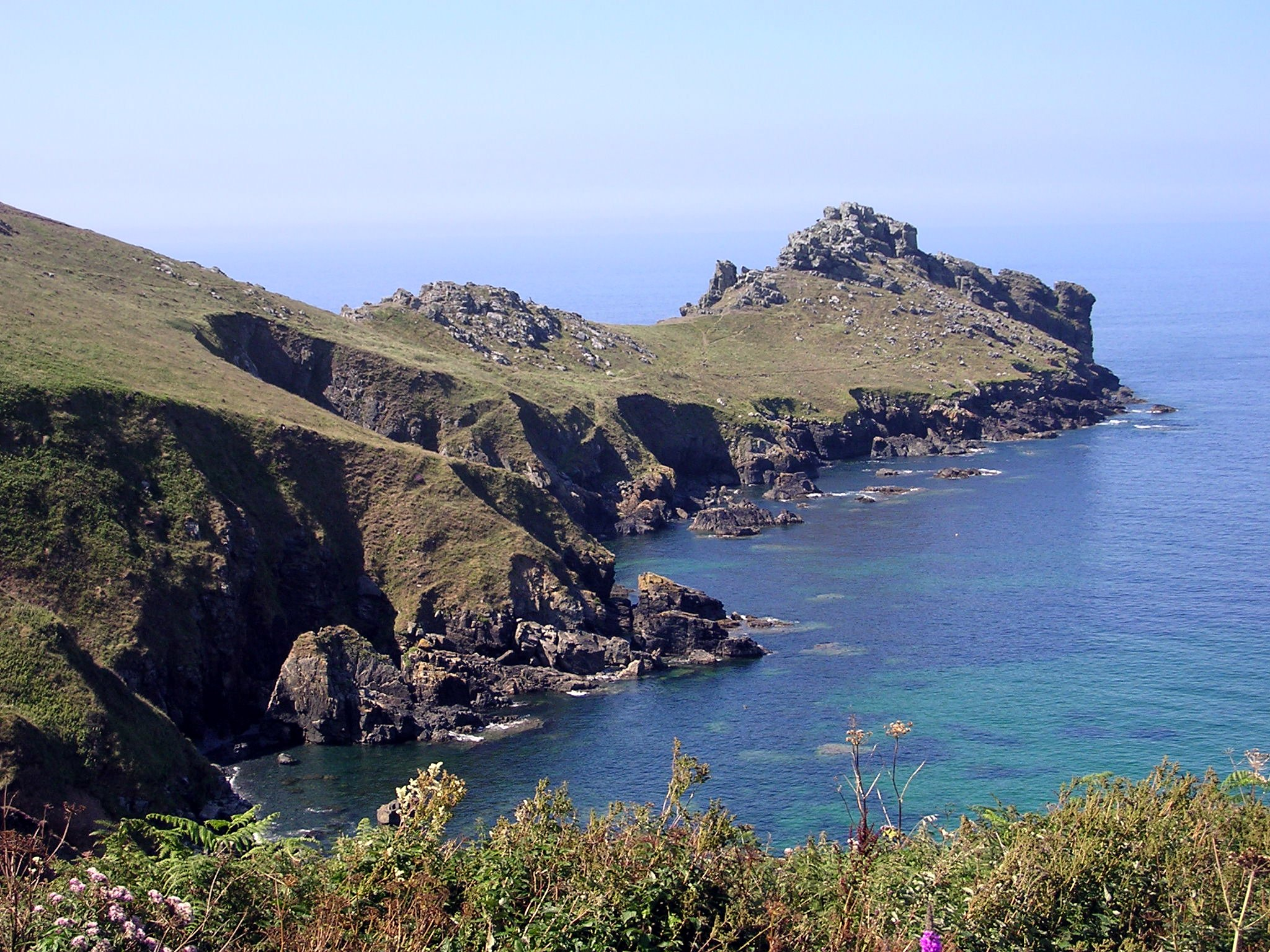
De landtong Gurnard's Head vormt een gevaar voor de scheepvaart.

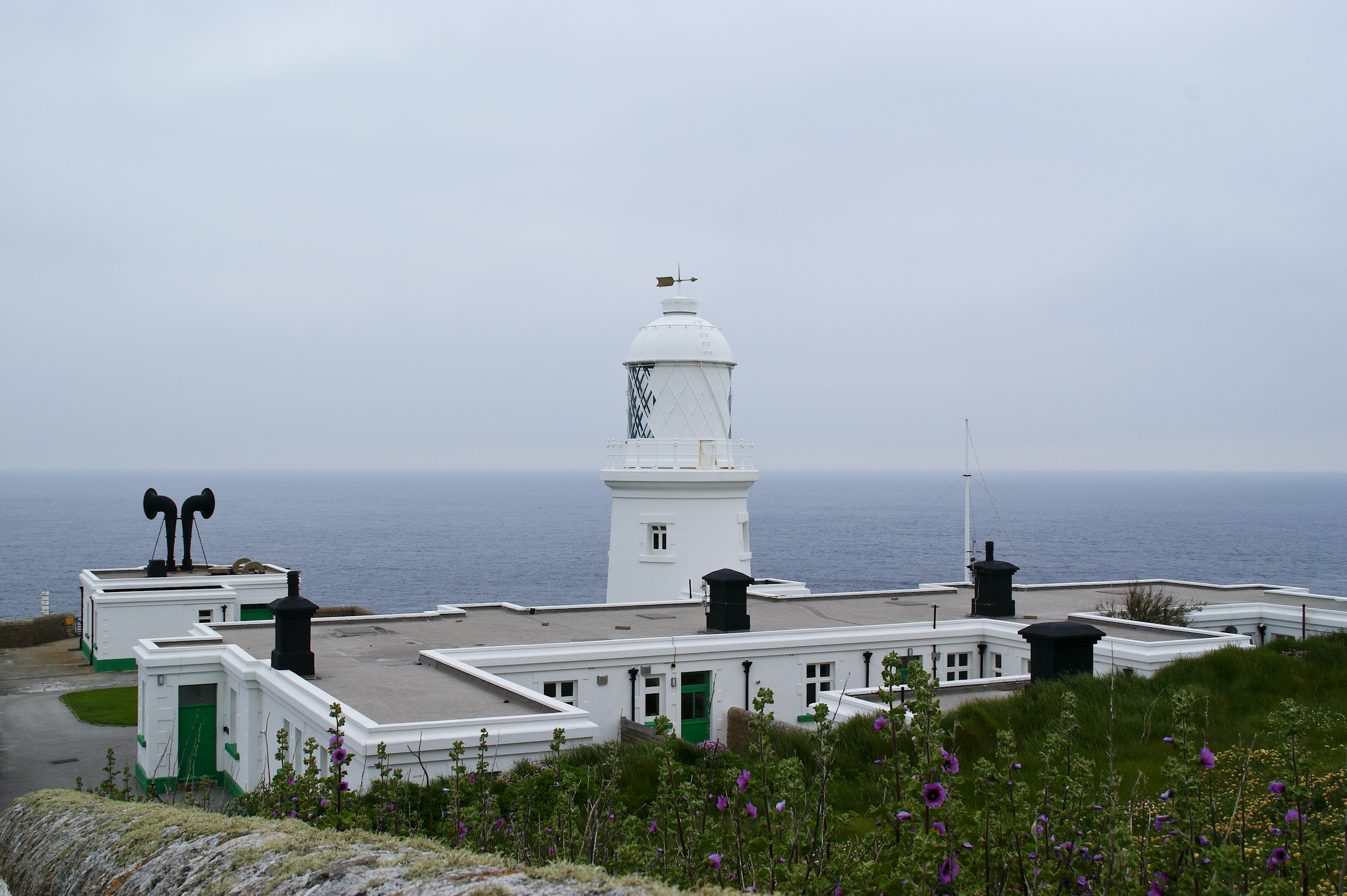
Zicht op de vuurtoren en bijhorende gebouwen. Aan de linkerzijde zijn de twee zwarte hoorns van het in 1995 buiten gebruik gestelde mistsignaal zichtbaar.

### Optisch systeem
De volledig witte toren, die werd opgetrokken uit breuksteen en afgewerkt met beton, is 17 m hoog en heeft een doormeter van 4,2 m. In het witte lichthuis, dat omringd wordt door een galerij, bevindt zich een roterend lenzenstelsel. Dit catadioptrisch systeem werd geleverd door Chance Brothers Limited uit Birmingham, een firma die zich vanaf 1851 onder meer specialiseerde in het vervaardigen van lenzen en bijhorende apparatuur voor vuurtorens. Het lenzenstelsel is samengesteld uit twee groepen die telkens vier lenspanelen bevatten en weegt 2,5 ton. Het geheel roteert op een kwikbad met een gewicht van 750 kg zodat de draaiende beweging weinig energie vergt. De optiek van eerste orde heeft een brandpuntafstand van 900 mm. Hij draait tegen de wijzers van de klok in, waardoor de vuurtoren zich onderscheidt van de meeste andere Engelse vuurtorens.
Door de rotatie van de lens worden om de 15 seconden vier witte flitsen opgewekt. Deze schitteringen bevinden zich 59 meter boven het zeeniveau en hebben een sterkte van 18.700 candela. Ze zijn zichtbaar tot op een afstand van 16 zeemijl. Een noodlicht, dat aan de zeezijde op de balustrade rond het lichthuis werd gemonteerd, neemt de taak van het hoofdlicht over bij een defect.
Het raamwerk van het lichthuis, waarin de beglazing vervat zit, werd diagonaal uitgevoerd zodat het licht vanop zee vanuit alle hoeken zichtbaar is. Het gedeelte van het lichthuis dat zich aan de landzijde bevindt werd afgeschermd met een metalen beplating. In het midden de vuurtoren bevindt zich een verticale gietijzeren buis waarin, voor de elektrificatie, het gewicht kon dalen van het uurwerkmechanisme dat de roterende lens aandreef.

### Overige kenmerken
Het complex is volledig ommuurd. Binnen deze omheining werden vier verblijven voor vuurtorenwachters opgetrokken. Deze met elkaar verbonden woningen werden voorzien van een plat dak zodat het regenwater kon opgevangen en bewaard worden in een ondergrondse tank. De gebouwen hebben, vanuit de lucht gezien, de vorm van een letter E. Ze zijn rechtstreeks verbonden met de vuurtoren door middel van een korte gang. Aan de landzijde werden ook drie ommuurde tuinen ingericht die door hun ongunstige ligging weinig of nooit gebruikt werden.
Een elektrische misthoorn geeft, bij slechte zichtbaarheid, een toon om de 20 seconden. De installatie wordt automatisch in werking gesteld door een mistdetector. Dit nieuwe signaal werd opgesteld voor het oude misthoorngebouw waarvan de installatie bij de automatisatie in 1995 buiten gebruik werd gesteld.
De toren kreeg van de Amateur Radio Lighthouse Society, een organisatie van radiozendamateurs, het nummer ENG-101 toegewezen. Deze organisatie probeert vanop lichtschepen en vuurtorens radioverbindingen tot stand te brengen.

## Geschiedenis

### Planning
Schippers die voor de gevaarlijke rotskust van Pendeen navigeerden konden zich niet oriënteren op de bestaande vuurtorens. De lichten van de vuurtoren van Trevose Head, die 62 km verder naar het noordoosten gelegen was en de vuurtoren van Longships, die zich 12 km verder in het zuidwesten bevond, waren door de hoge klippen niet zichtbaar. Deze gevaarlijke situatie, die erger werd bij mist, deed Trinity House ertoe besluiten om in 1900 een vuurtoren op Pendeen te voorzien. De vennootschap belastte Sir Thomas Matthews met het ontwerp van het geheel, terwijl Arthur Carkeek, afkomstig uit Redruth, aangeduid werd om het bouwwerk op te richten. Matthews oefende vanaf 1874 de functie uit als assistent-ingenieur uit bij Trinity House en werd in 1892 benoemd tot hoofdingenieur, een functie die hij tot 1905 zou uitoefenen.

### Uitvoering
Vooraleer met de bouwwerken kon begonnen worden diende de kaap voor een deel geëffend te worden. Het hoogteverschil tussen het afgeplatte gedeelte en het achterliggende land is nog steeds zichtbaar in het niveauverschil tussen het erf rondom de woningen en de achterliggende tuinen. Alhoewel de grondwerken trager vorderden dan gepland, kon de afgewerkte vuurtoren voor het eerst verlicht worden op 26 september 1900 door een Argandse lamp met vijf pitten. Deze lamp, die werd gevoed door olie die was opgeslagen in de ruimte onder het lichthuis en naar boven werd gepompt, bevond zich in het brandpunt van een roterend lenzensysteem. Deze lichtbron werd in 1906 vervangen door een oliebrander van het type Matthews. In 1922 werd een nieuwe oliebrander van het type Hood geïntroduceerd. In 1926 werd gekozen voor een elektrische gloeilamp met een vermogen van 3,5 kW. De oude Argandse lamp verhuisde later naar het Trinity House National Lighthouse Museum in Penzance, waar ze tentoongesteld stond tot 2005, het jaar waarin het museum de deuren sloot.
Samen met de bouw van de toren werden er vier woningen opgericht waarvan er drie werden ingenomen door de wachters en hun families en het vierde verblijf was ingericht als administratieve ruimte waar ook extra personeel tijdelijk kon logeren.

### Mistsignaal
Tijdens de bouw van de vuurtoren in 1900 werd aan de zeezijde een machinegebouw opgetrokken waarin de installatie voor het mistsignaal werd ondergebracht. Twee motoren, die werden ontworpen door Ruston Hornsby, dreven oorspronkelijk de compressoren aan die perslucht produceerden voor de twee mistsirenes met een doormeter van 12,7 cm. Het geluid van deze toestellen werd door twee zwarte gietijzeren hoorns boven op het gebouw over het water verspreid. In 1925 werden deze sirenes vervangen door een exemplaar met een doormeter van 30,48 cm, maar de twee hoorns op het dak bleven in dienst. Later werd in dit gebouw ook een dieselmotor ondergebracht die stroom leverde bij het uitvallen van de netspanning.

### Automatisatie
De laatste vuurtorenwachters verlieten de toren op 3 mei 1995 toen het complex werd geautomatiseerd en het beheer van de installatie vanop afstand werd overgenomen door het Planning Centre van Trinity House in Harwich. Tijdens deze automatisatie werd ook een nieuw elektrische mistsein voor het oude misthoorngebouw aangebracht. Ook werd in de vuurtoren een lampenwisselaar geïnstalleerd die bij een defect een nieuwe metaalhalidelamp van 35 Watt in het brandpunt van de optiek draaide. Deze nieuwe apparatuur maakte het gaslicht overbodig, dat toen nog als reservesysteem aanwezig was.

## Monumentstatus en omgeving
De toren met de woningen, het machinegebouw met het mistsignaal en de bijhorende omheiningen werden ingeschreven als grade II listed building op de Statutory List of Buildings of Special Architectural or Historic Interest. Dit betekent dat het complex wordt beschouwd als een bouwwerk van bijzonder belang dat in zijn huidige toestand moet bewaard blijven en daartoe ook moet worden onderhouden.
De toren, die op bepaalde momenten kan bezocht worden door het publiek, bevindt zich in een omgeving die wordt aangeduid als een Area of Outstanding Natural Beauty, (streek met uitzonderlijk natuurschoon) waardoor het landschap bijzondere bescherming geniet. De vrijgekomen wachterswoningen worden verhuurd als vakantieverblijven.